# SS Bombo
El SS Bombo fue un carguero costero que naufragó en la costa sur de Nueva Gales del Sur, Australia, en febrero de 1949, con la pérdida de doce de sus catorce tripulantes. Construido en Escocia en 1929, el SS Bombo navegó hacia Australia para transportar metal azul (agregado de basalto) desde la ciudad de Kiama hasta el puerto de Sídney. Durante la Segunda Guerra Mundial, fue requisado por la Marina Real Australiana y sirvió como dragaminas y transportador de provisiones en el teatro del Pacífico al norte de Australia.
El barco naufragó durante un fuerte vendaval del sur frente a Port Kembla mientras navegaba desde Kiama con una carga de metal azul y sus restos, cerca de la entrada principal del puerto, son un lugar popular para bucear. En Black Beach, Kiama, se encuentra un monumento en memoria del barco y su tripulación perdida, con vistas al puerto desde el que partió por última vez el 24 de febrero de 1949.